# Курганов, Александр Матвеевич
Алекса́ндр Матве́евич Курга́нов (5.1.1881, Москва — 5.1.1964, Алма-Ата) — российский и советский певец, педагог, заслуженный артист Казахской ССР (1951).

## Биография
В 1908-1910 годах учился в музыкально-драматическом училище Московского филармонического общества (ныне ГИТИС), сценическому искусству — у О. Л. Книппер-Чеховой, вокалу — у М. Н. Климентовой-Муромцевой. В 1910-1913 годах работал в театре «Летучая мышь» в Москве. В 1913-1925 годах пел в оперных театрах Баку, Тбилиси, Москвы, Ленинграда.
В 1925-1927 годах стажировался в Италии у профессора А. Мазини, гастролировал в Милане, Флоренции, Неаполе, в 1928-1933 годах — в Париже, Мадриде, Нью-Йорке, Филадельфии, Каире и других городах.
В 1934-1941 годах работал солистом оперных театров Куйбышева и Свердловска, в 1941-1950 годах — Казахского государственного академического театра оперы и балета имени Абая. Среди его лучших партий в Казахском театре оперы и балета: Граф Альмавива («Севильский цирюльник» Дж. Россини), Хосе («Кармен» Ж. Бизе), Герман («Пиковая дама» П. И. Чайковского), Князь («Русалка» А. С. Даргомыжского), Герцог и Альфред («Риголетто» и «Травиата» Дж. Верди) и другие.
В 1944-1958 годах он также занимался педагогической деятельностью в Алма-Атинской государственной консерватории имени Курмангазы, был там заведующим кафедрой вокала (с 1948 года — доцент). Среди его учеников — народные артисты СССР Р. У. Джаманова, Е. Б. Серкебаев, народные артисты Казахской ССР Б. Б. Жылисбаев, К. Кенжетаев, А. Б. Умбетбаев.
Сестра — Окунева, Ольга Матвеевна (урожд. Курганова; по мужу Войкова; 1882—1965) — русская и советская артистка оперы (лирико-драматическое сопрано).
Скончался 5 января 1964 года, похоронен на Центральном кладбище Алматы.